# Nandor Guelmino
Nandor Guelmino (* 20. Dezember 1975) ist ein österreichischer MMA-Kämpfer, der zurzeit im Schwergewicht antritt. Sein Spitzname lautet The Hun.
Mit einem Sieg gegen Emil Zahariev bei WFC 17 am 21. Dezember 2012 sicherte er sich den WFC Heavyweight Champion Titel.
Im Januar 2013 kämpfte er bei Strikeforce gegen den ehemaligen UFC Champion Josh Barnett.  

## Kampfstatistik
| Ergebnis      | Gegner              | Siegart                         | Veranstaltung               | Datum             |
| Niederlage    | Josh Barnett        | Submission - Arm Triangle Choke | Strikeforce                 | 12. Januar 2013   |
| Sieg          | Emil Zahariev       | Punktentscheidung               | WFC 17                      | 21. Oktober 2012  |
| Sieg          | Ivo Cuk             | TKO                             | Mixed Fight Night 3         | 7. Juli 2012      |
| Sieg          | Sasa Lasic          | Submission                      | Mixed Fight Night 2         | 20. Januar 2012   |
| Sieg          | Sascha Weinpolter   | Punktentscheidung               | Cage Fight Series 6         | 20. November 2011 |
| Sieg          | Ajlin Ahmic         | Submission - Guillotine Choke   | WFC 12                      | 19. Dezember 2010 |
| Sieg          | Ben Smith           | Submission                      | WFC 11 - Bash at the Beach  | 31. Juli 2010     |
| Sieg          | Stefan Traunmüller  | TKO                             | MG - Judgment Day           | 5. Juni 2010      |
| Niederlage    | Andreas Kraniotakes | TKO                             | WFC 9 - Restart             | 20. Dezember 2009 |
| Sieg          | Jürgen Dolch        | Submission                      | CFS 4 - Cage Fight Series 4 | 23. Mai 2009      |
| Sieg          | Martin Cermak       | Submission                      | Black Fear - Fight Night    | 7. Februar 2009   |
| Unentschieden | Attila Ucar         | Punktentscheidung               | TGM - Lords of the Ring     | 19. Oktober 2008  |
| Niederlage    | Semmy Schilt        | TKO                             | LOTR - Schilt vs. Guelmino  | 12. Januar 2008   |
| Niederlage    | David Marcina       | TKO                             | CFS 2 - Cage Fight Series 2 | 21. Juli 2007     |
| Sieg          | Luis Vagner         | TKO                             | SLV 2 - Thaibox Gala Night  | 12. Mai 2007      |
| Sieg          | Jan Kirschbaum      | Submission                      | CFS 1 - Cage Fight          | 28. April 2007    |